# Чемпіонат України з баскетболу 1992—1993: друга ліга
Перший чемпіонат України з баскетболу серед представників другої ліги.

## Учасники
У турнірі другої ліги чемпіонату України брали участь 12 команд:
| - «Азовсталь» (Маріуполь) - «Баскод-2» (Одеса) - «ГАЗДА-КУФК» (Київ) - «Інтер» (Дніпропетровськ) - «Кременець» (Ізюм) - «ЛПІ» (Львів) | - «Машинобудівник» (Дружківка) - «Прибужжя» (Червоноград) - «Спартак-2» (Луганськ) - «ТФЕІ» (Тернопіль) - «ХДУ» (Харків) - «ХПІ» (Харків) |

 — команди, що програли кваліфікаційний турнір за право грати у першій лізі.

## Регіональний розподіл
| Регіон                   | Кіл-ть команд | Команди                   |
| ------------------------ | ------------- | ------------------------- |
| Харківська область       | 3             | Кременець, ХДУ, ХПІ       |
| Донецька область         | 2             | Азовсталь, Машинобудівник |
| Львівська область        | 2             | ЛПІ, Прибужжя             |
| Дніпропетровська область | 1             | Інтер                     |
| Київ                     | 1             | ГАЗДА-КУФК                |
| Луганська область        | 1             | Спартак-2                 |
| Одеська область          | 1             | Баскод-2                  |
| Тернопільська область    | 1             | ТФЕІ                      |

### Підсумкова таблиця
| №     | Команда                    |
| ----- | -------------------------- |
| 1     | Інтер (Дніпропетровськ)    |
| 2     | ЛПІ (Львів)                |
| 3     | Азовсталь (Маріуполь)      |
| 4     | Машинобудівник (Дружківка) |
| 5     | Кременець (Ізюм)           |
| 6     | ГАЗДА-КУФК (Київ)          |
| 7     | Прибужжя (Червоноград)     |
| 8     | ХПІ (Харків)               |
| 9     | ХДУ (Харків)               |
| 10    | ТФЕІ (Тернопіль)           |
| 11-12 | Спартак-2 (Луганськ)       |
| 11-12 | Баскод-2 (Одеса)           |